# 無駄歯
無駄歯（むだば）は、2つの歯車を噛み合わせるとき、噛み合う2つの歯の組み合わせを絶えず変えることによって2つの歯車の歯の磨り減りを均すために、理論上の歯数よりも一つ多く増やした歯の構造。英語では、hunting cogという。

## 概要
2つの歯車の同じ歯どうしが噛み合い続けると、不平均な摩滅がおこりやすいために、歯車の寿命を短く縮める原因となる。これは、鋳放（いばな）し歯車の場合に特に起こりやすかった。
仮に、歯数が60と30の2つの歯車を噛み合わせるとすると、その速比は 60/30=2 あるいは 30/60=1/2 である。つまり大きいほうの歯車が1回転し、小さいほうの歯車が2回転するたびにかならず最初と同一の歯どうしが噛み合うことになるから、歯の出来具合、また「くせ」によって偏った摩滅が非常にはやくなる。これを防ぐためには、どの歯にもまんべんなく噛み合わせ、おなじ歯との噛み合わせを避けることが必要である。
いちど噛み合った2つの歯が再び噛み合う機会は、2つの歯車の歯数の最小公倍数による。上の例でいえば、その最小公倍数は60である。したがって、大きいほうの歯車は60/60=1、小さいほうの歯車は60/30=2、つまり大きいほうの歯車の1回転、小さいほうの歯車の2回転ごとに、同じ歯が必ず噛み合うことになる。この噛み合わせが起こる機会を少なくするには、速比をできるだけ変えずに2つの歯車の歯数の最小公倍数を大きくすればよい。いま大きいほうの歯車の歯数を1多く増やして61とすると、その最小公倍数は1830となり、大きいほうの歯車は1830/61=30回転、小さいほうの歯車は1830/30=61回転ごとに同じ歯が噛み合い、はじめの大きいほうの歯車の1回転、小さいほうの歯車の2回転ごとと比較すると、はるかにその機会が少なく減り、したがって不平均な摩滅は減少する。
このような目的のために増やされた歯を「無駄歯」という。無駄歯は、ふつう、噛み合う2つの歯車のうち大きいほうの歯車に加えられる。無駄歯のために速比がごくわずかであれ変化するのはやむをえないこととされた。上の例でいえば、速比は61/30（約2.033）、あるいは30/61となり、無駄歯を加えない場合の2、あるいは30/60と比較すると、ごくわずかの差がある。このように少しの速比の変化が影響を及ぼさない機械類では、歯車のメンテナンス上、無駄歯が加えられることがあった。
しかし、計器、精密機械などの歯車の速比の変化が許されない場合、このようのものには無駄歯を加えることができない。